# Cheilio
Cheilio és un gènere de peixos de la família dels làbrids i de l'ordre dels perciformes.

## Taxonomia
- Cheilio inermis (Forsskål, 1775)[1][2][3][4][5]